# Mas al veïnat de Baseia
El Mas al veïnat de Baseia és una obra de Siurana (Alt Empordà) inclosa a l'Inventari del Patrimoni Arquitectònic de Catalunya.

## Descripció
Masia situada al veïnat de Baseia, al costat de la carretera a la Bisbal. És una masia que ha estat restaurada recentment, però que encara conserva alguns elements destacables. Un d'aquests és la porta d'accés, rectangular, amb una gran llinda amb una inscripció pintada de la que es pot llegir: BASEYA. A sobre d'aquesta porta hi ha una finestra amb la llinda amb una inscripció gravada, i dos motius geomètrics a cada costat. Al costat esquerre d'aquesta hi ha una altra finestra amb arc allindanat. De la façana també cal destacar els contraforts a cada costat. La façana ha estat totalment arremolinada, i la coberta que és a una vessant, pertany a l'època de la restauració.